# У глушині, що стріляє
«У глушині, що стріляє» (рос. «В стреляющей глуши») — радянський історико-революційний пригодницький фільм 1986 року, режисера  Володимира Хотиненко.

## Сюжет
1918 рік. У невелике село, куди з дня на день можуть нагрянути білогвардійці, приїжджає червоноармієць Федір Крохов, уповноважений по продрозкладці. Він повинен переконати селян здати державі надлишки хліба. Але його слова звучать настільки непереконливо, що мужики коливаються, дехто справедливо прислухається до думки кулака Мокія Жлобіна, що приховав зерно і не мав намір здавати його. Федіру вдається знайти заховане зерно. Разом з членами сільради він зумів вистояти в сутичці з людьми, що увірвалися в село.

## У ролях
- Сергій Колтаков —  червоноармієць Федір Крохов
- Віктор Смирнов —  Григорій
- Наталія Акімова —  Анна Петрівна
- Іван Агафонов —  Мокій Кузьмич Жлобін
- Сергій Паршин —  Митрій Хромов
- Сергій Гармаш —  Серьога
- Олексій Маслов —  білий офіцер
- Сергій Власов —  син Жлобіна, хрещеник Васюгіна
- Андрій Дударенко —  Васюгін
- Микола Карнаухов —  Шаповалов
- Валерій Лисенков —  Овсій, наймит Жлобіна
- Анатолій Серенко —  селянин Корній

## Знімальна група
- Автор сценарію: Анатолій Проценко
- Режисер:  Володимир Хотиненко
- Оператор:  Володимир Макеранець
- Художник:  Михайло Розенштейн
- Композитор:  Борис Петров